# Edward L. Leahy

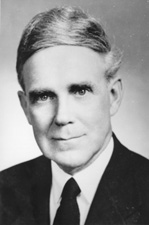
Edward L. Leahy

Edward L. Leahy, född 9 februari 1886 i Bristol, Rhode Island, död 22 juli 1953 i Bristol, Rhode Island, var en amerikansk demokratisk politiker och jurist. Han representerade delstaten Rhode Island i USA:s senat 1949-1950.
Leahy studerade 1904-1905 vid Brown University. Han avlade sedan 1908 juristexamen vid Georgetown University och inledde därefter sin karriär som advokat i hemstaden Bristol. Han arbetade som domare i Bristol 1910-1939.
Senator J. Howard McGrath avgick 1949 för att tillträda som USA:s justitieminister. Leahy blev utnämnd till senaten fram till fyllnadsvalet följande år. Han kandiderade inte i fyllnadsvalet och efterträddes sedan som senator av John O. Pastore. Leahy tjänstgjorde som domare i en federal domstol från 1951 fram till sin död.
Leahys grav finns på North Burial Ground i Bristol.